# 巴西直胸電鰻
巴西直胸電鰻，為輻鰭魚綱電鰻目線翎電鰻科的其中一種，為熱帶淡水魚，分布於南美洲巴西亞馬遜河流域，體長可達44公分，棲息在底中層水域，生活習性不明。